# Tempestade tropical Francisco (2007)
A tempestade tropical Francisco (designação internacional: 0713; designação do JTWC: 15W) foi o décimo sexto ciclone tropical, o décimo terceiro sistema nomeado da temporada de tufões no Pacífico de 2007. Ao longo de seu caminho, Francisco afetou Hong Kong e o sul da China.

## História meteorológica

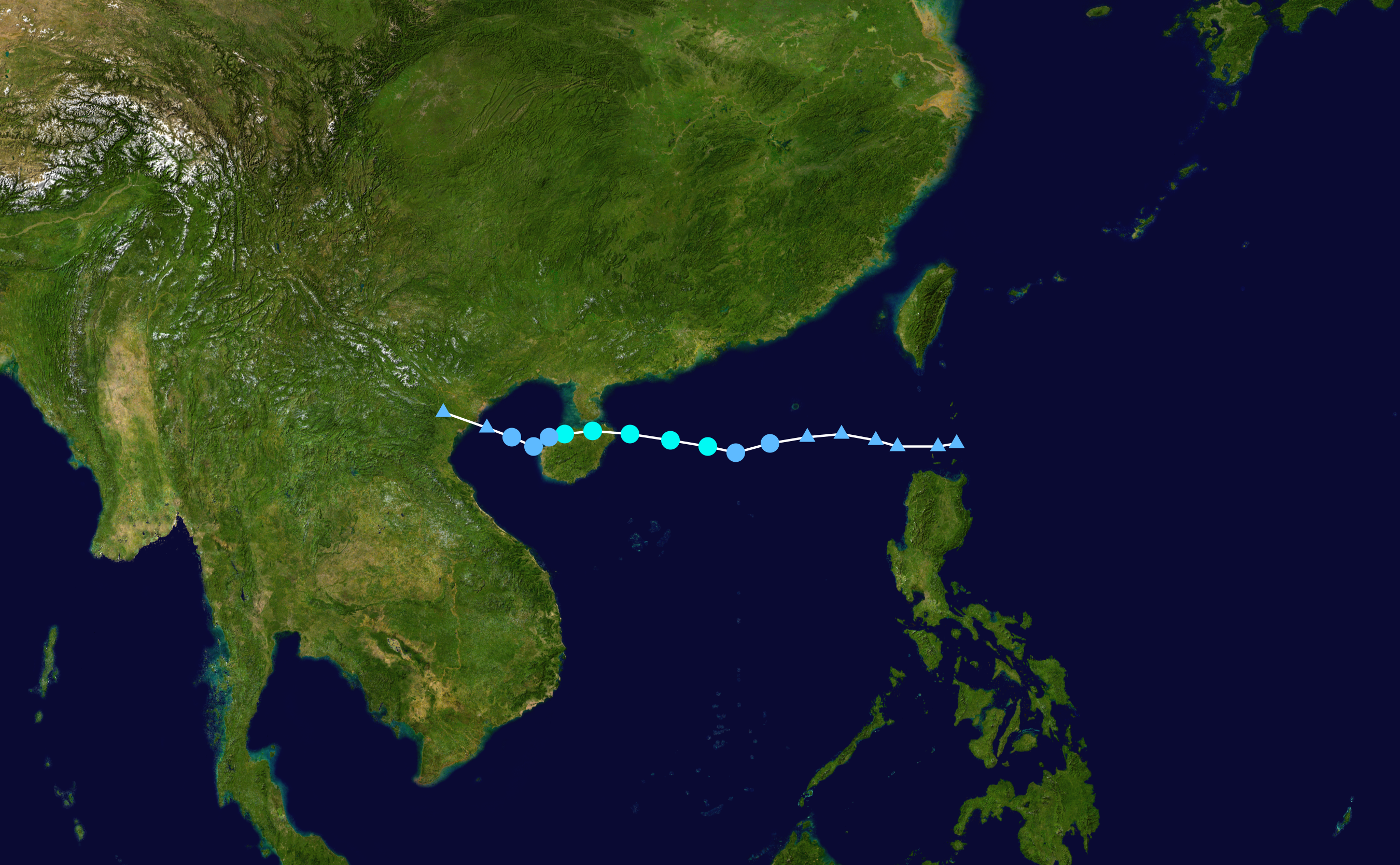
O caminho de Francisco

Uma perturbação tropical formou-se a cerca de 350 km a sul-sudeste de Hong Kong na madrugada de 19 de Setembro. A Agência Meteorológica do Japão reconheceu o sistema como uma fraca depressão tropical em 21 de Setembro e em 23 de Setembro, a agência japonesa começou a emitir avisos regulares sobre a depressão. Ao mesmo tempo, o Joint Typhoon Warning Center também classificou o sistema como uma depressão tropical. Nove horas depois da AMJ começar a emitir avisos regulares sobre a depressão, o sistema foi classificado como tempestade tropical Francisco. Ao mesmo, o JTWC também classificou a depressão como tempestade tropical. O nome "Francisco" foi dado pelos Estados Unidos. A tempestade seguiu para oeste e atingiu Wenchang na ilha de Hainan, China, em 24 de Setembro. Os avisos das duas agências (AMJ e JTWC) foram interrompidos quando a circulação ciclônica da tempestade começou a interagir com terra e os ventos de cisalhamento fizeram as áreas de convecção de ar se dissiparem, causando o enfraquecimento da tempestade para depressão tropical. Após a passagem sobre a ilha de Hainan, Francisco se degenerou para uma área de baixa pressão remanescente e dissipou-se completamente assim que encontrou a costa da China continental.

## Preparativos e impactos
Hong Kong e as províncias do sul da China ordenaram a permanência ou o retorno de embarcações pequenas, principalmente pescadoras. Em Hong Kong, foi dado alerta de ciclone tropical sinal 1 (a mais baixa). O Departamento de Controle de Enchentes emitiu um alerta sinal 4 (o sinal 1 é o mais alto). Francisco atingiu a ilha Hainan, China, com ventos de até 72 km/h. O serviço de balsa ligando a ilha ao continente foi suspenso e trens foram cancelados. Um barco com oito pescadores virou em alto-mar devido às fortes ondas; apenas três foram encontrados.